# Grand Prix Formule 1 van Hongarije 2015
De Grand Prix Formule 1 van Hongarije 2015 werd verreden op 26 juli op de Hungaroring in Mogyoród nabij Boedapest. Het was de tiende race van het kampioenschap.

## Wedstrijdverslag

### Achtergrond

#### DRS-systeem
Voor het DRS-systeem werd, net zoals in 2013, één detectiepunt gebruikt voor twee DRS-zones. Dit detectiepunt ligt voor bocht 14, waarna het systeem gebruikt mag worden op het rechte stuk van start/finish en op het rechte stuk tussen de bochten 1 en 2. Als een coureur bij dit detectiepunt binnen een seconde achter een andere coureur rijdt, mag hij zijn achtervleugel open zetten.

### Kwalificatie
Lewis Hamilton pakte voor Mercedes de pole position, voor teamgenoot Nico Rosberg. Sebastian Vettel kwalificeerde zich voor Ferrari als derde, voor de Red Bull van Daniel Ricciardo en teamgenoot Kimi Räikkönen. Het Williams-duo Valtteri Bottas en Felipe Massa kwalificeerde zich respectievelijk als zesde en achtste, met de andere Red Bull van Daniil Kvjat tussen hen in. De top 10 werd afgesloten door de Toro Rosso van Max Verstappen en de Lotus van Romain Grosjean.

### Race
De race werd voorafgegaan door een minuut stilte ter herdenking van voormalig Marussia-coureur Jules Bianchi, die negen dagen voor de race overleed aan verwondingen die hij opliep tijdens een crash tijdens de Grand Prix van Japan 2014. Net als in de vorige race hadden de Mercedes-coureurs een slechte start waardoor de Ferrari's van Sebastian Vettel en Kimi Räikkönen hen in konden halen. Räikkönen kreeg in ronde 42 echter problemen met zijn motor, die er uiteindelijk voor zorgden dat hij uitviel. Een ronde later verloor de Force India van Nico Hülkenberg plotseling zijn voorvleugel, waardoor hij in de eerste bocht in de bandenstapels belandde. Door de neutralisatie die hierop volgde, raakte de top van het veld weer dicht bij elkaar. Na de herstart raakten beide Mercedes-coureurs in de problemen. Lewis Hamilton kwam in aanraking met Daniel Ricciardo en kreeg hiervoor een drive-through penalty. In ronde 64 kwam Nico Rosberg in aanraking met Ricciardo, waardoor hij een lekke band opliep en in de pits nieuwe banden moest halen. Hierdoor kon Vettel in de laatste ronden onbedreigd naar de overwinning rijden. Daniil Kvjat behaalde, ondanks een tijdstraf van 10 seconden vanwege het verlaten van de baan, met een tweede plaats zijn eerste Formule 1-podium. Zijn teamgenoot Daniel Ricciardo werd, na het monteren van een nieuwe voorvleugel als gevolg van de aanrijding met Rosberg, als derde afgevlagd, voor Max Verstappen, die met een vierde plaats zijn beste Formule 1-resultaat behaalde. Fernando Alonso behaalde met een vijfde plaats het beste resultaat van het seizoen voor McLaren en bleef hiermee nipt Lewis Hamilton voor. Romain Grosjean eindigde als zevende en bleef op zijn beurt nipt Nico Rosberg voor. Jenson Button werd voor McLaren negende, wat tevens de eerste keer van het seizoen betekende dat beide McLarens punten scoorden. Het laatste punt ging naar Sauber-coureur Marcus Ericsson.

## Vrije trainingen
- Er wordt enkel de top 5 weergegeven.

| Vrije training 1 | Pos. | Nr. | Coureur          | Constructeur       | Tijd     |
| ---------------- | ---- | --- | ---------------- | ------------------ | -------- |
| Vrije training 1 | 1    | 44  | Lewis Hamilton   | Mercedes           | 1:25.141 |
| Vrije training 1 | 2    | 6   | Nico Rosberg     | Mercedes           | 1:25.250 |
| Vrije training 1 | 3    | 7   | Kimi Räikkönen   | Ferrari            | 1:25.812 |
| Vrije training 1 | 4    | 3   | Daniel Ricciardo | Red Bull-Renault   | 1:26.053 |
| Vrije training 1 | 5    | 26  | Daniil Kvjat     | Red Bull-Renault   | 1:26.070 |
| Vrije training 2 | Pos. | Nr. | Coureur          | Constructeur       | Tijd     |
| Vrije training 2 | 1    | 44  | Lewis Hamilton   | Mercedes           | 1:23.949 |
| Vrije training 2 | 2    | 26  | Daniil Kvjat     | Red Bull-Renault   | 1:24.300 |
| Vrije training 2 | 3    | 3   | Daniel Ricciardo | Red Bull-Renault   | 1:24.451 |
| Vrije training 2 | 4    | 6   | Nico Rosberg     | Mercedes           | 1:24.668 |
| Vrije training 2 | 5    | 7   | Kimi Räikkönen   | Ferrari            | 1:25.134 |
| Vrije training 3 | Pos. | Nr. | Coureur          | Constructeur       | Tijd     |
| Vrije training 3 | 1    | 44  | Lewis Hamilton   | Mercedes           | 1:22.997 |
| Vrije training 3 | 2    | 6   | Nico Rosberg     | Mercedes           | 1:23.095 |
| Vrije training 3 | 3    | 5   | Sebastian Vettel | Ferrari            | 1:23.886 |
| Vrije training 3 | 4    | 26  | Daniil Kvjat     | Red Bull-Renault   | 1:24.215 |
| Vrije training 3 | 5    | 55  | Carlos Sainz jr. | Toro Rosso-Renault | 1:24.326 |

Testcoureurs:
 Fabio Leimer (Manor-Ferrari, P19)
 Jolyon Palmer (Lotus-Mercedes, P20)

## Kwalificatie
| Pos.                | Nr. | Coureur          | Constructeur         | Q1       | Q2        | Q3       | Grid |
| ------------------- | --- | ---------------- | -------------------- | -------- | --------- | -------- | ---- |
| 1                   | 44  | Lewis Hamilton   | Mercedes             | 1:22.890 | 1:22.285  | 1:22.020 | 1    |
| 2                   | 6   | Nico Rosberg     | Mercedes             | 1:22.979 | 1:22.775  | 1:22.595 | 2    |
| 3                   | 5   | Sebastian Vettel | Ferrari              | 1:23.312 | 1:23.168  | 1:22.739 | 3    |
| 4                   | 3   | Daniel Ricciardo | Red Bull-Renault     | 1:24.408 | 1:23.230  | 1:22.774 | 4    |
| 5                   | 7   | Kimi Räikkönen   | Ferrari              | 1:23.596 | 1:23.460  | 1:23.020 | 5    |
| 6                   | 77  | Valtteri Bottas  | Williams-Mercedes    | 1:23.649 | 1:23.555  | 1:23.222 | 6    |
| 7                   | 26  | Daniil Kvjat     | Red Bull-Renault     | 1:23.587 | 1:23.597  | 1:23.332 | 7    |
| 8                   | 19  | Felipe Massa     | Williams-Mercedes    | 1:23.895 | 1:23.598  | 1:23.537 | 8    |
| 9                   | 33  | Max Verstappen   | Toro Rosso-Renault   | 1:24.032 | 1:23.781  | 1:23.679 | 9    |
| 10                  | 8   | Romain Grosjean  | Lotus-Mercedes       | 1:24.242 | 1:23.805  | 1:24.181 | 10   |
| 11                  | 27  | Nico Hülkenberg  | Force India-Mercedes | 1:24.115 | 1:23.826  |          | 11   |
| 12                  | 55  | Carlos Sainz jr. | Toro Rosso-Renault   | 1:24.623 | 1:23.869  |          | 12   |
| 13                  | 11  | Sergio Pérez     | Force India-Mercedes | 1:24.444 | 1:24.461  |          | 13   |
| 14                  | 13  | Pastor Maldonado | Lotus-Mercedes       | 1:23.895 | 1:24.609  |          | 14   |
| 15                  | 14  | Fernando Alonso  | McLaren-Honda        | 1:24.563 | geen tijd |          | 15   |
| 16                  | 22  | Jenson Button    | McLaren-Honda        | 1:24.739 |           |          | 16   |
| 17                  | 9   | Marcus Ericsson  | Sauber-Ferrari       | 1:24.843 |           |          | 17   |
| 18                  | 12  | Felipe Nasr      | Sauber-Ferrari       | 1:24.997 |           |          | 18   |
| 19                  | 98  | Roberto Merhi    | Marussia-Ferrari     | 1:27.416 |           |          | 19   |
| 20                  | 28  | Will Stevens     | Marussia-Ferrari     | 1:27.949 |           |          | 20   |
| 107% tijd: 1:28.692 |     |                  |                      |          |           |          |      |

## Wedstrijd
| Pos. | Nr. | Coureur          | Constructeur         | Rondes | Tijd / Oorzaak uitval | Grid | Punten |
| ---- | --- | ---------------- | -------------------- | ------ | --------------------- | ---- | ------ |
| 1    | 5   | Sebastian Vettel | Ferrari              | 69     | 1:46:09.985           | 3    | 25     |
| 2    | 26  | Daniil Kvjat     | Red Bull-Renault     | 69     | +15.748               | 7    | 18     |
| 3    | 3   | Daniel Ricciardo | Red Bull-Renault     | 69     | +25.084               | 4    | 15     |
| 4    | 33  | Max Verstappen   | Toro Rosso-Renault   | 69     | +44.251               | 9    | 12     |
| 5    | 14  | Fernando Alonso  | McLaren-Honda        | 69     | +49.079               | 15   | 10     |
| 6    | 44  | Lewis Hamilton   | Mercedes             | 69     | +52.025               | 1    | 8      |
| 7    | 8   | Romain Grosjean  | Lotus-Mercedes       | 69     | +58.578               | 10   | 6      |
| 8    | 6   | Nico Rosberg     | Mercedes             | 69     | +58.876               | 2    | 4      |
| 9    | 22  | Jenson Button    | McLaren-Honda        | 69     | +1:07.028             | 16   | 2      |
| 10   | 9   | Marcus Ericsson  | Sauber-Ferrari       | 69     | +1:09.130             | 17   | 1      |
| 11   | 12  | Felipe Nasr      | Sauber-Ferrari       | 69     | +1:13.458             | 18   |        |
| 12   | 19  | Felipe Massa     | Williams-Mercedes    | 69     | +1:14.278             | 8    |        |
| 13   | 77  | Valtteri Bottas  | Williams-Mercedes    | 69     | +1:20.228             | 6    |        |
| 14   | 13  | Pastor Maldonado | Lotus-Mercedes       | 69     | +1:25.142             | 14   |        |
| 15   | 98  | Roberto Merhi    | Marussia-Ferrari     | 67     | +2 ronden             | 19   |        |
| 16   | 28  | Will Stevens     | Marussia-Ferrari     | 65     | Ophanging             | 20   |        |
| DNF  | 55  | Carlos Sainz jr. | Toro Rosso-Renault   | 60     | Benzinedruk           | 12   |        |
| DNF  | 7   | Kimi Räikkönen   | Ferrari              | 57     | Motor                 | 5    |        |
| DNF  | 11  | Sergio Pérez     | Force India-Mercedes | 54     | Remmen                | 13   |        |
| DNF  | 27  | Nico Hülkenberg  | Force India-Mercedes | 41     | Voorvleugel           | 11   |        |

## Tussenstanden na de Grand Prix

### Coureurs
| Pos. | Nr. | Coureur          | Constructeur      | Punten |
| ---- | --- | ---------------- | ----------------- | ------ |
| 1    | 44  | Lewis Hamilton   | Mercedes          | 202    |
| 2    | 6   | Nico Rosberg     | Mercedes          | 181    |
| 3    | 5   | Sebastian Vettel | Ferrari           | 160    |
| 4    | 77  | Valtteri Bottas  | Williams-Mercedes | 77     |
| 5    | 7   | Kimi Räikkönen   | Ferrari           | 76     |

### Constructeurs
| Pos. | Consructeur          | Punten |
| ---- | -------------------- | ------ |
| 1    | Mercedes             | 383    |
| 2    | Ferrari              | 236    |
| 3    | Williams-Mercedes    | 151    |
| 4    | Red Bull-Renault     | 96     |
| 5    | Force India-Mercedes | 39     |